# حصة بنت سلمان آل خليفة
صاحبة السمو الشيخة حصة بنت سلمان بن ابراهيم بن خالد بن علي آل خليفة (1933 - 5 أغسطس 2009)، أميرة بحرينية من العائلة المالكة البحرينية وزوجة صاحب السمو الشيخ عيسى بن سلمان بن حمد بن عيسى بن علي آل خليفة امير البحرين.

## الحياة الشخصية
كانت حصة زوجة ثم أرملة أمير البحرين السابق عيسى بن سلمان آل خليفة الذي حكم من 1961 حتى وفاته في 1999. تزوجت في 8 مايو 1949. هي والدة ملك البحرين الحالي حمد بن عيسى بن سلمان آل خليفة الابن البكر للزوجين.

## النشاطات
كانت حصة نشطة في الأعمال الخيرية خلال حياتها. اعتبرتها جريدة غلف ديلي نيوز بأنها رائدة في تعزيز القضايا الإنسانية داخل البحرين وخارجها. أبرز نشاطات حصة تضمنت رعاية الأيتام ومساعدات النساء المطلقات أو الأرامل وبناء مساجد جديدة في البحرين.

## الوفاة والدفن
توفيت حصة بنت سلمان آل خليفة في يوم الأربعاء 14 شعبان 1430 هـ الموافق 5 أغسطس 2009 في قصر الصخير في البحرين. عقدت جنازتها في 6 أغسطس 2009 في مسجد عيسى بن سلمان الكبير في مدينة الرفاع بالبحرين. حضر جنازتها عدد من الشخصيات من بينهم ابنها حمد بن عيسى آل خليفة ورئيس الوزراء خليفة بن سلمان بن حمد آل خليفة وولي العهد وحفيدها سلمان بن حمد آل خليفة وغيرهم من الأفراد الذكور من عائلة آل خليفة. كما تواجد مسؤولون آخرون ودبلوماسيين وبرلمانيين ووزراء في الحكومة أيضا.

## الإرث
أعلن حمد بن عيسى آل خليفة أن جمعية خيرية جديدة أنشأت باسم والدته. الهدف من الجمعية الخيرية الجديدة أن تكون داعمة للقضايا التي دافعت عنها والدته في حياتها.

## الرعايات
- الرئيسة الفخرية لجمعية رعاية الطفل والأمومة.
- الرئيسة الفخرية لجمعية السيدات الدوليات.